# Michael Landau
Michael Landau (ur. w 1958 w Los Angeles) – amerykański gitarzysta i muzyk sesyjny.

## Kariera
Urodzony i wychowany w Los Angeles jako nastolatek zainteresował się muzyką jazzową. W połowie lat 70. występował na koncertach jako członek "The Robben Ford Band". W wieku 19 lat dołączył do Boza Scaggsa na światowe tournée. W wieku 20 lat został muzykiem sesyjnym i w następnych latach współpracował z m.in.: Michaelem Jacksonem, Richardem Marxem, Pink Floyd, Milesem Davisem, Joni Mitchell, B. B. Kingiem, Jamesem Taylorem, Sealem, Rayem Charlesem, Rodem Stewartem, Wilson Phillips, Laurą Branigan.
Razem z sesyjnymi gitarzystami Waddym Watchelem, Steve'em Lukatherem, Michaelem Thompsonem występował na wielu płytach nagrywanych w Los Angeles w latach 80. i 90.
We wczesnych latach 80. grał w grupie Maxus razem z Robbie Buchananem, Jayem Gruską i Doanem Perrym.
W 1984 roku występował na koncertach Joni Mitchell i pojawił się na jej DVD "Refuge of the Roads".
W 1989 roku wypuścił w Japonii i Stanach Zjednoczonych swój pierwszy solowy album studyjny "Tales from the Bulge".
W 1990 roku, razem z bratem Teddym Landauem (mąż piosenkarki Michelle Branch) i Davidem Frazee oraz Carlosem Vegą, utworzył zespół blues rockowy "Burning Water". Grupa wydała cztery krążki i koncertowała w USA i Japonii.
W 1994 roku wraz z Teddym Landauem i Abem Laborielem juniorem utworzył zespół "The Raging Honkies". Grupa wydała dwa albumy i występowała w USA i Europie.
Michael korzysta głównie z gitar Suhr oraz Tyler.
Jego obecny zespół The Michael Landau Group występował na 16 koncertach w Europie od kwietnia 2007 roku.
Żoną Michaela Landaua jest Karen Martin Landau (piosenkarka, kompozytorka, gitarzystka). Razem występują w grupach: "Stolen Fish" i "Hazey Jane".